# Tony Hicks
Anthony Christopher Hicks (16 de diciembre de 1945) es un guitarrista y cantante británico, miembro de la banda británica de rock/pop The Hollies desde 1963, y como tal fue incluido en el Salón de la Fama del Rock and Roll en 2010.

## Carrera

### Primeros años
Hicks conoció la fama a los 12 años como miembro de Les Skifflettes, cuando aparecieron en el programa de talentos de Carroll Levis en 1957. A principios de la década de 1960, era un miembro respetado de la escena musical de Mánchester y se había convertido en el guitarrista principal de Ricky Shaw and the Dolphins, mientras trabajaba como aprendiz de electricista. Cuando, en febrero de 1963, los entonces rivales locales The Hollies necesitaron un sustituto para su guitarrista Vic Steele, se le propuso inmediatamente a Hicks que se uniera a la banda y, aunque al principio se mostró reacio, finalmente se le convenció de que se uniera tras escuchar a The Hollies a través del conducto de ventilación del club Twisted Wheel de Manchester. Hicks negoció astutamente un salario de 18 libras semanales para unirse, a pesar de que los otros miembros sólo cobraban 9 libras semanales. Para entonces ya habían conseguido una sesión de grabación de prueba con el sello Parlophone de EMI, con el productor Ron Richards, a quien la banda atribuyó más tarde la creación y elección de sus grandes éxitos. Hicks asistió a la sesión como su nuevo guitarrista en abril de 1963 y la audición resultó en un contrato de grabación con Parlophone.

### The Hollies
The Hollies pronto se convirtió en uno de los grupos de mayor éxito en Reino Unido; tenían un estilo pop distintivo y desenfadado construido en torno a la armonía a tres voces de Hicks (armonía inferior) y sus compañeros Allan Clarke (voz principal) y Graham Nash (armonía superior). Hicks contribuyó con su primera composición en solitario para el grupo ("When I'm Not There") a un lanzamiento de un EP en 1964 y coescribió una cara B ("Keep Off That Friend of Mine") con el batería Bobby Elliott ese mismo año. Hicks se unió entonces a Clarke y Nash como equipo interno de compositores del grupo, que desde 1964 hasta mediados de 1966 escribieron como "Chester Mann" y "L. Ransford" antes de adoptar la bandera Clarke-Hicks-Nash. 
A mediados de la década de 1960, el trío se había convertido en el responsable de escribir la mayor parte de sus canciones, incluyendo éxitos en sencillos como "Stop! Stop! Stop!", "On a Carousel", "Carrie Anne" y "King Midas in Reverse". Hicks rara vez cantó la voz principal en las canciones de The Hollies, pero apareció en "Look Through Any Window" (1965), y cantó las estrofas en "Too Much Monkey Business" (1964), "Carrie Anne" (una canción que empezó para la banda en Stavanger, Noruega, en 1967) y "Open Up Your Eyes" (1968). Hicks se encargó de la voz principal en solitario en su canción "Pegasus" (1967), en "Look at Life" (1969), escrita por Clarke-Sylvester, en "Born A Man" (1973), en "Hillsborough" (1989) y en "Then, Now, Always (Dolphin Days)" (2009) de Bobby Elliott.
En 1966, con la colaboración de sus compañeros de The Hollies Clarke y Nash, Hicks contribuyó con su trabajo de guitarra junto al guitarrista y músico de sesión de The Yardbirds, Jimmy Page, al álbum de The Everly Brothers Two Yanks in England (que incluía versiones de varias canciones de The Hollies coescritas por Hicks).
En la década de 1960, con Nash realizando pocas tareas de guitarra, excepto la parte rítmica ocasional y el trabajo acústico, Hicks se convirtió en una parte integral del sonido de los Hollies. Aparte de contribuir con sus distintivas partes de guitarra principal, se podía confiar en él para añadir instrumentación inusual a sus sesiones, como el banjo, que fue un componente clave de su éxito "Stop! Stop! Stop!", el tipo griego ("Tell Me to My Face") y la guitarra fuzz ("Have You Ever Loved Somebody"). Al no disponer de material original, Hicks descubrió maquetas de los éxitos de los Hollies "Just One Look" (n.º 2 en el Reino Unido en 1964), "I Can't Let Go" (n.º 2 en el Reino Unido en 1966) y "He Ain't Heavy, He's My Brother" (n.º 3 en el Reino Unido en 1969) (que se convirtió en uno de sus mayores éxitos).
Hicks sugirió a la banda hacer un álbum de canciones de Bob Dylan a finales de 1968; Nash no estuvo de acuerdo, una de las razones de su salida de la banda (aunque ya había cantado con David Crosby y Stephen Stills en Estados Unidos). Los Hollies sustituyeron a Nash por Terry Sylvester y Hollies Sing Dylan (1969) fue el número 3 en la lista de Official Albums Chart, aunque no llegó a la lista de los Estados Unidos. Este fue uno de los primeros "álbumes de homenaje" dedicados a un solo artista por un grupo vocal.
Tras la salida de Nash del grupo en diciembre de 1968, Hicks comenzó a escribir más canciones en solitario, que se utilizaron como caras B o como temas de álbumes (como "Cos You Like To Love Me" y "Don't Give Up Easily" en 1969 y "Dandelion Wine" en 1970). Escribió gran parte del álbum de The Hollies de 1970, Confessions of the Mind, incluyendo "Too Young To Be Married" (un sencillo número 1 en Australia y Nueva Zelanda).
Hicks también coescribió canciones con el cantante británico Kenny Lynch para The Hollies, como "What A Life I've Led", "Look What We've Got", "Promised Land", el éxito estadounidense "Long Dark Road" (todas de 1971) y "Blue in the Morning" (1972) y "Faded Images", grabada por Cilla Black en su álbum Images de 1971. Entre 1974 y 1978 coescribió canciones de The Hollies con Allan Clarke y Terry Sylvester. En 1974, Hicks produjo el álbum homónimo del grupo Taggett en EMI Records en el Reino Unido.
En 1990, Hicks coescribió "Naomi" para The Hollies con su hijo Paul. En 1993 añadió nuevas partes de guitarra y voces armónicas (con Clarke y Nash) a una versión "alternativa" de "Peggy Sue Got Married" de Buddy Holly (acreditada a "Buddy Holly and The Hollies"), que encabezó el álbum de tributo a Holly "Not Fade Away" de varios artistas.
Tje Hollies siguieron cosechando éxitos más allá de la década de 1970, incluido un éxito en las listas del Reino Unido con el popurrí "Holliedaze" en 1981, una versión de "Stop! In the Name of Love" en el Top 30 de EE. UU. en 1983, un sencillo número 1 en el Reino Unido en 1988 (una reedición de "He Ain't Heavy, He's My Brother"), y en 1993 "The Woman I Love". El grupo sigue actuando y grabando en la actualidad; sin embargo, con la retirada de Allan Clarke en 1999, sólo quedan Hicks y el batería Bobby Elliott del apogeo de la banda en los años 1960.

## Premios y honores
En 2010, The Hollies (que ya habían ganado un premio Ivor Novello en 1995 por su destacada contribución a la música popular británica y fueron incluidos en el Salón de la Fama del Grupo Vocal en 2006) fueron incluidos en el Salón de la Fama del Rock and Roll. Hicks y Elliott se ausentaron de la ceremonia de ingreso debido a sus compromisos de gira en el Reino Unido con la actual banda de los Hollies, pero ambos fueron incluidos como parte de la formación premiada.

## Época actual
Tony Hicks sigue siendo un miembro activo de The Hollies, ya que siguen dando conciertos principalmente en el Reino Unido, Australia, Nueva Zelanda y Europa. Actualmente es el guitarrista principal (y otros instrumentos de cuerda diversos) y hace de vocalista.

## Vida personal
Hicks está casado con Jane Dawton desde 1974.
El hijo de Hicks, Paul, trabajó como ingeniero de sonido en el Abbey Road Studios y colaboró en las mezclas de varias grabaciones antiguas de los Hollies. Paul también ha trabajado en proyectos de Pink Floyd, Paul McCartney y George Harrison, así como en varios proyectos de remasterización de The Beatles, especialmente en los álbumes Anthology y Let It Be... Naked y las versiones mono del catálogo de los Beatles en disco compacto. Paul, junto con su amigo Dhani Harrison, es miembro de la banda thenewno2, cuya música apareció en la película de 2013, Beautiful Creatures.